# 吉川浩満
吉川 浩満（よしかわ ひろみつ、1972年3月 - ）は、日本の文筆家、編集者、大学講師、卓球コーチ。

## 人物・来歴
鳥取県米子市生まれ。鳥取県立米子東高等学校を経て、1994年に慶應義塾大学総合政策学部を一期生として卒業。国書刊行会に勤務した後、1996年から6年間ヤフーに勤務。フリーランスとして校正者・卓球コーチ等を経て、2020年から晶文社に勤務。
山本貴光とともに、1997年から書評サイト（のちYouTube・ポッドキャストのチャンネル）「哲学の劇場」を共同主宰し、2004年から複数の共著を刊行している。山本とは大学時代から交流があり、ともに慶応SFC一期生、赤木昭夫ゼミの同窓生にあたる。

## 著書

### 単著
- 『理不尽な進化：遺伝子と運のあいだ』 朝日出版社、2014。増補新版：ちくま文庫、2021/4。
- 『人間の解剖はサルの解剖のための鍵である』 河出書房新社、2018/7。増補新版：ちくま文庫、2022/11。
- 『哲学の門前』 紀伊國屋書店、2022/8/30。

### 共著
- 山本貴光『心脳問題：「脳の世紀」を生き抜く』朝日出版社、2004/6。
- 山本貴光『問題がモンダイなのだ』ちくまプリマー新書、2006/12。
- 山本貴光『脳がわかれば心がわかるか：脳科学リテラシー養成講座』太田出版、2016/6。
- 荒木優太編『在野研究ビギナーズ：勝手にはじめる研究生活』太田出版、2019/9。
- 山本貴光『その悩み、エピクテトスなら、こう言うね。: 古代ローマの大賢人の教え』筑摩書房、2020/3。
- 桐光学園中学校・高等学校編『高校生と考える日本の論点 2020-30 桐光学園大学訪問授業』左右社、2020/4。
- 山本貴光『人文的、あまりに人文的：古代ローマからマルチバースまでブックガイド20講+α』本の雑誌社、2021/1。
- 服部桂ほか『ネオ・サピエンス誕生』集英社インターナショナル、2022/2。
- 立命館大学教養教育センター編『自由に生きるための知性とはなにか：リベラルアーツで未来をひらく』晶文社、2022/9。
- 大澤真幸、川添愛、三宅陽一郎、山本貴光『私たちはＡＩを信頼できるか』文藝春秋、2022/9。
- 古田徹也ほか23名『絶版本』柏書房、2022/9。
- 齋藤孝ほか16名『孤独のレッスン』集英社インターナショナル、2023/4。
- 稲葉振一郎『宇宙・動物・資本主義：稲葉振一郎対話集』晶文社、2024/5。
- 平山亜佐子『あの人の調べ方ときどき書棚探訪：クリエイター20人に聞く情報収集・活用術』笠間書院、2025/5。

### 翻訳
- ジョン・R・サール『マインド 心の哲学』山本貴光共訳、朝日出版社、2006。
- メアリ・セットガスト『先史学者プラトン 紀元前一万年―五千年の神話と考古学』國分功一郎序文、山本貴光共訳、朝日出版社、2018。
- ジョン・R・サール『MiND』山本貴光共訳、ちくま学芸文庫、2018。